# Pavetta venenata
Pavetta venenata là một loài thực vật có hoa trong họ Thiến thảo. Loài này được Hutch. & E.A.Bruce mô tả khoa học đầu tiên năm 1941.